# Pen Huo Qi

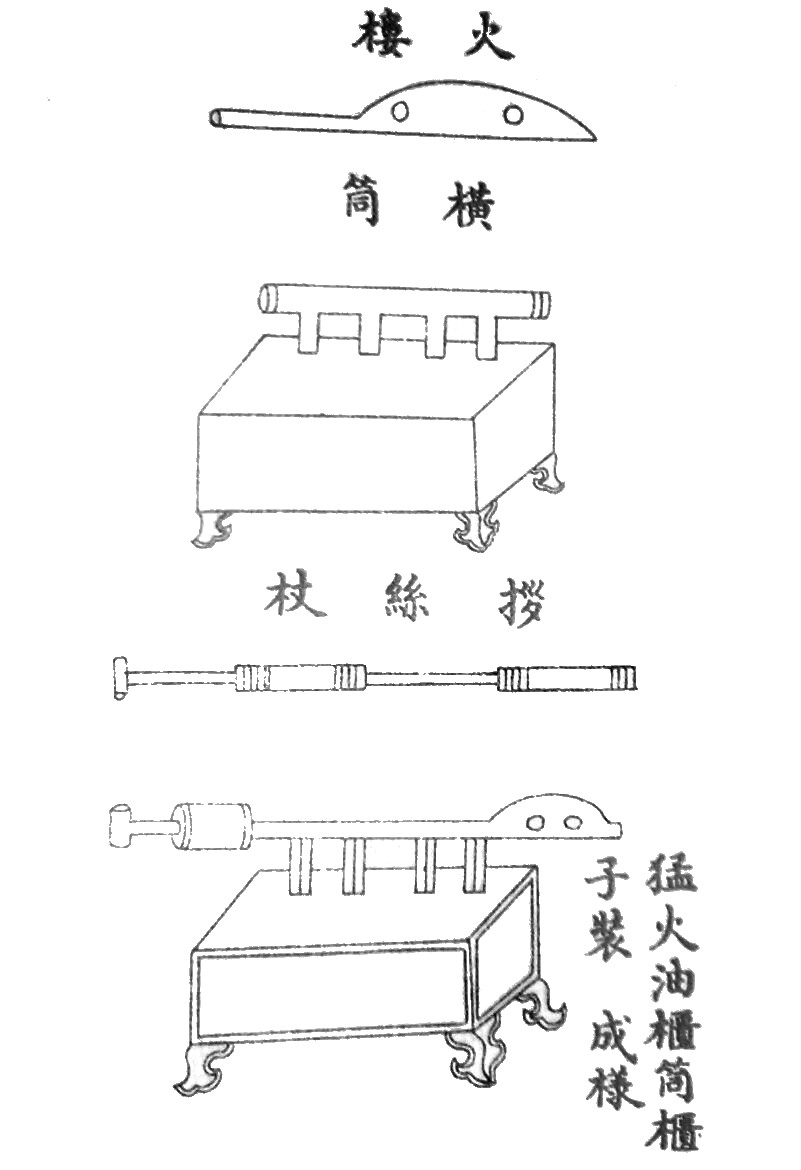
Lanciafiamme cinese illustrato sul Wujing Zongyao, un manoscritto del 1044, dinastia Song

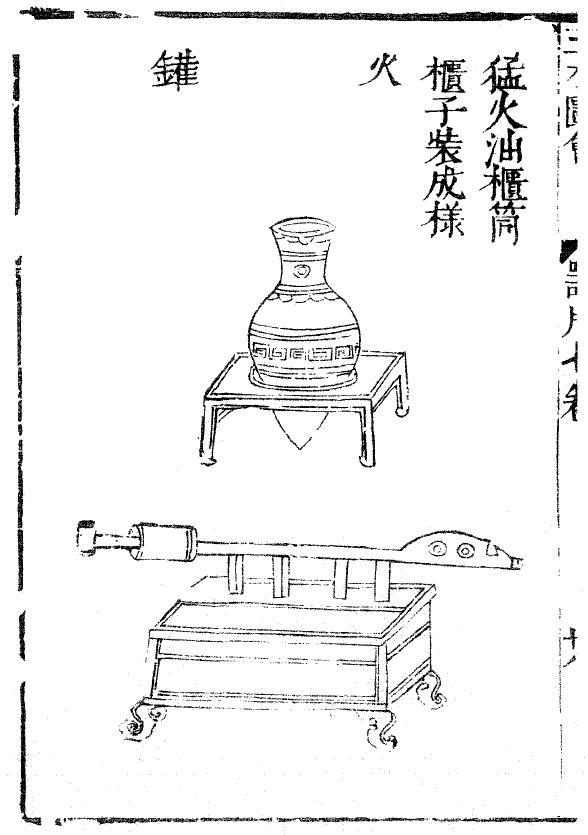

Il Pen Huo Qi（cinese: 噴火器; pinyin: pen huo qi) è un lanciafiamme a nafta a doppio pistone utilizzato nel 919 in Cina, durante il periodo delle Cinque dinastie e dieci regni. Questo lanciafiamme è stato ben documentato ed illustrato nel manuale militare cinese noto come Wujing Zongyao, redatto nel 1044 durante la dinastia Song. Oltre alle descrizioni dell'equipaggiamento e dei suoi componenti, il libro fornisce anche istruzioni su come farne manutenzione e come ripararlo.

## Descrizione
L'avanzata tecnologia militare permise alla dinastia Song di difendersi dagli ostili vicini del nord, compresi i Mongoli. I primi riferimenti al lanciafiamme in Cina si ebbero nel 917, scritti da Wu Ren-chen nel suo Shi Guo Chun Qiu (十國春秋). Nel 919 la pompa a sifone fu utilizzata per spruzzare l'olio incendiato che non avrebbe dovuto essere bagnato con acqua, come ricordato da Lin Yu (林禹) nel suo Wu Yue Bei Shi (吳越備史). Sembra che si faccia riferimento ad un lanciafiamme basato sulla soluzione chimica del fuoco greco, che Lin Yu dice essere derivato dai contatti cinesi con il 'mare meridionale', Arabia (Dashiguo, 大食國). Nella battaglia di Langshan Jiang (狼山江) del 932, la flotta navale del re Wenmu di Wuyue sconfisse quella del regno di Wu grazie all'olio infuocato (huo yóu, 火油) usato per incendiarne le navi. I cinesi adeguarono poi l'uso del soffietto a doppio pistone per pompare petrolio da un singolo cilindro (con salita e discesa), acceso alla fine del condotto da una fiamma a lenta combustione che generava un flusso continuo di fiamme (descritto nel Wujing Zongyao del 1044). Durante la soppressione dello stato meridionale di Tang nel 976, le prime flotte di Song ebbero uno scontro sul fiume Yangtze nel 975. Le forze Tang tentarono di usare i lanciafiamme contro la marina Song, ma subirono lo stesso destino quando un vento forte soffiò nella loro direzione. Un lanciafiamme mobile appoggiato su quattro ruote viene descritto nel Wujing Zongyao ed in pubblicazioni successive.